# Organizing for America
Organizing for America (OFA) war die Nachfolgeorganisation von Obama for America, der Wahlkampforganisation für Barack Obama zur US-Präsidentenwahl 2008.
OFA wurde vom Democratic National Committee aus geleitet und seine Aufgabe war die generelle Unterstützung von Obamas Zielen durch lokale Organisation (Organizing) und Meinungsbildung. Zuweilen, wie bei der Reform der Krankenversicherung, wurden die 13 Millionen OFA-Mitglieder auch zur Unterstützung konkreter politischer Ziele aufgerufen. Der Umfang und die technologischen Mittel dieser Organisation überstiegen bei weitem alle früheren derartigen Bemühungen, z. B. die Organisation Democracy for America des früheren demokratischen Präsidentschaftskandidaten Howard Dean.
Barack Obama beschrieb am 17. Januar 2009 die Aufgabe der OFA in einer Videobotschaft, die an Unterstützer und Reporter gesendet wurde, so:

„Als Präsident werde ich die Hilfe aller Amerikaner bei der Bewältigung der anstehenden Herausforderungen benötigen. Deshalb rufe ich Menschen wie euch auf, die ihr während des Wahlkampfes für den Wechsel gekämpft habt, den Kampf für einen Umbruch in euren Gemeinschaften fortzuführen.“